# Das Verborgene Museum
Das Verborgene Museum war ein Museum in Berlin, in dem seit 1987 Werke von Künstlerinnen aus den Bereichen Malerei, Fotografie, Bildhauerei und Architektur ausgestellt wurden. In erster Linie wurden in Vergessenheit geratene europäische Künstlerinnen vorgestellt, die um die Wende vom 19. zum 20. Jahrhundert geboren und als erste zu öffentlichen Ausbildungsstätten zugelassen wurden sowie an Akademien und Kunstschulen wirkten. Weltweit war es das einzige Museum, „das sich ausschließlich Werken vergessener Künstlerinnen des letzten Jahrhunderts widmet.“ Zum 1. Januar 2022 wurde es geschlossen, und die Bestände werden nun in der Berlinischen Galerie gezeigt.

## Geschichte

### Anfänge

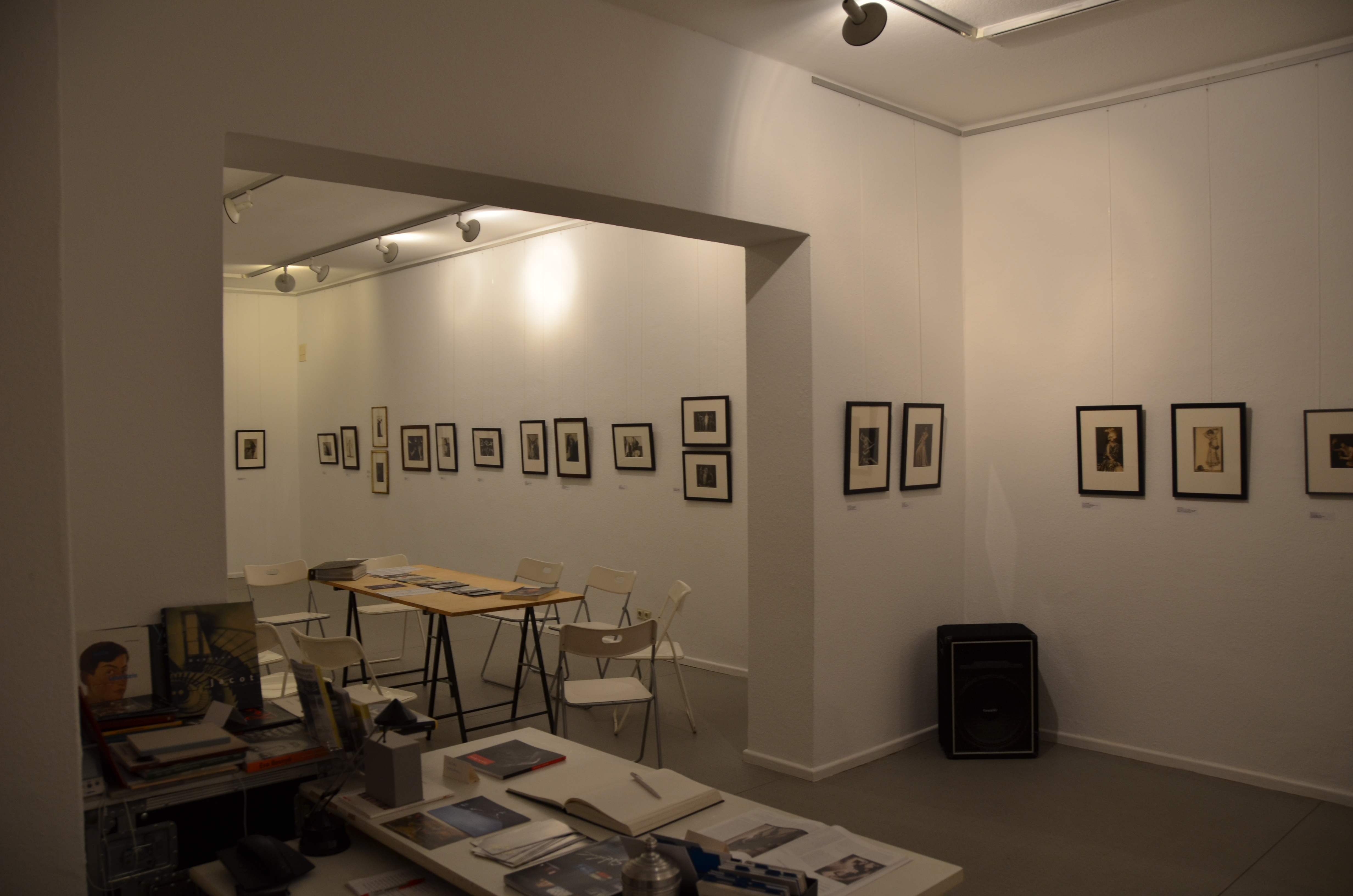
Das Verborgene Museum, Raum 1

1987 war anlässlich der 750-Jahr-Feier Berlins von den beiden Künstlerinnen Evelyn Kuwertz und Gisela Breitling in Zusammenarbeit mit dem Projektträger Neue Gesellschaft für Bildende Kunst eine Ausstellung über die Kunst vergessener Künstlerinnen gestaltet worden. Sie trug den Titel Das Verborgene Museum.
Dafür waren alle Depots der Westberliner Museen nach entsprechenden Werken durchforstet worden.
Doch die Gruppe um Gisela Breitling wollte nicht nur eine, sondern viele Ausstellungen, und zwar in einem eigenen Museum. Nur zufällig, so die Museumsleiterin Marion Beckers, bestand die Gruppe aus Frauen: „Wir hätten auch Männer aufgenommen, aber damals war noch die Zeit der Frauengruppen. Und Männer haben sich für die Kunst der Frauen noch nicht sehr interessiert.“

Unmittelbar nach der Initialausstellung wurde zur Verwirklichung der weitergehenden Pläne der Verein Das Verborgene Museum e. V. gegründet.
Passende Räume fand die Gruppe in Berlin-Charlottenburg im Hinterhof des Gebäudes Schlüterstraße 70. Maßgeblich für die Namensgebung des Museums war jedoch nicht die versteckte Lage, sondern der konzeptionelle Ansatz: „Verborgen“ waren die hier gezeigten Werke bisher für Besucher der Museen, in deren Beständen sie sich befanden, ohne beachtet und ausgestellt zu werden. Die öffentliche Präsentation solcher Arbeiten ist das Anliegen des Verborgenen Museums.

### Weitere Entwicklung
Das Museum in der Schlüterstraße stellte seit der ersten Ausstellung in seinen Räumen um die 100 Künstlerinnen vor und rief sie damit in Erinnerung. Die präsentierten Kunstwerke erfuhren und erfahren dank der „Pionierarbeit“ des Museums hier oftmals ihre erste Würdigung in Deutschland nach dem Zweiten Weltkrieg.
Als besonderes Erfolgserlebnis wertete es das Museum, wenn es eine Künstlerin zum ersten Mal zeigte und ihre Werke später Eingang in große Museen fanden. Dies gelang bei Lotte Laserstein, die in Deutschland vor allem durch die Ausstellung im Verborgenen Museum 2003 wiederentdeckt wurde. 2014 waren dann drei Bilder von ihr in der Ausstellung Wien–Berlin in der Berlinischen Galerie zu sehen.
Bis zu der Ausstellung Photographien einer Reise durch die Sowjetunion 1932/33 1989 im Verborgenen Museum waren die Werke von Lotte Jacobi in deutschen Museen seit 1937 nur fünfmal präsentiert worden, dabei niemals in einem großen Berliner Haus.
Für die Anerkennung von Marianne Breslauer leistete das Museum ebenfalls Grundlegendes: Zwei Jahre, nachdem ihre Fotografien in der Ausstellung Fotografien 1927–1937 zu sehen waren, gab es in der Neuen Nationalgalerie eine Ausstellung über die Berliner Fotografin.

### Schließung
Im Januar 2022 gab der Verein seine Auflösung bekannt und übergab die Arbeit und die Sammlung an die Berlinische Galerie in Berlin-Kreuzberg, mit der es schon mehrere Kooperationen gegeben hatte. Die Vereinsgeschäftsführerin und Chefkuratorin Marion Beckers schied aus. Das Archiv des Verborgenen Museums werde in das „hervorragende“ Archiv der Berlinischen Galerie eingegliedert und dort erstmals öffentlich zugänglich sein. Das Ziel sei es „Entdeckung und Erforschung von Künstlerinnen fortzusetzen, in einem Museum mit Sammlung und Archiv zu institutionalisieren und zugleich eine größere Reichweite zu erzielen“.

### Finanzierung
2010 stellte der Senat im Rahmen des Berliner Künstlerinnenprogramms Infrastrukturmittel zur Sicherung und Bespielung der Ausstellungsräume in Höhe von 55.000 Euro zur Verfügung.
Die Berliner Kulturverwaltung trug die Miete für die Museumsräume und die Hälfte des Gehalts der Museumsleiterin, die Mittel für die jeweiligen Ausstellungen mussten die Museumsmacherinnen jeweils neu beantragen (Stand: Januar 2014). Das Engagement der vielen Ehrenamtlichen, die unentgeltlich beim Museum mitwirkten, war eine wesentliche Säule des Museumsbetriebs.

## Ausstellungen

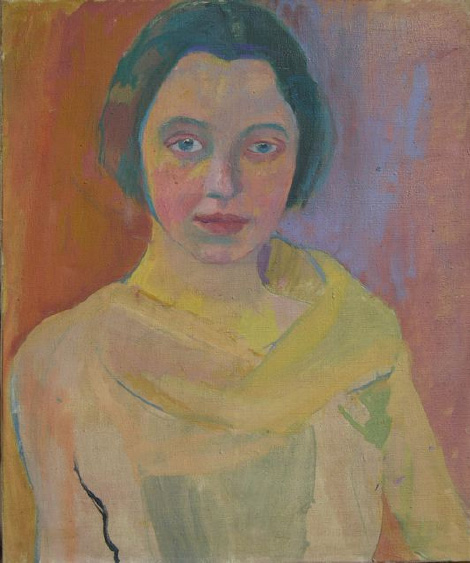
Ilse Heller-Lazard: Maja Klauser, 1933

### Übersicht
Das Verborgene Museum widmete sich weltweit als einzige Institution dem Lebenswerk vergessener Künstlerinnen aus allen Bereichen der bildenden Künste, deren Wiederentdeckung, Erforschung, Präsentation und Publikation. Die Frauen gehören überwiegend der um die Wende vom 19. zum 20. Jahrhundert geborenen Generation an, die als erste an öffentlichen Ausbildungsstätten zugelassen waren. Ein Schwerpunkt waren um 1900 geborene Fotografinnen.
Die thematischen Ideen für Ausstellungen entstanden auf verschiedenen Wegen: Manchmal kamen Nachlassverwalter auf das Verborgene Museum zu, in anderen Fällen meldeten sich Kunsthistoriker. Auch Dachbodenfunde der Angehörigen verstorbener Künstlerinnen haben schon zu Ausstellungen geführt, so etwa 2009 im Falle von Ilse Heller-Lazard. Mittlerweile wurden die Hinweise auf solche Dachbodenfunde so zahlreich, dass das Museum ihnen nicht immer nachkommen konnte. Aus Platzgründen musste sich das Museum meist auf einen Überblick über die Vielfalt der Themen der ausgestellten Künstlerin beschränken.
Bis 2012 konzentrierte sich das Museum auf Einzelausstellungen. 2013 wurden in der Ausstellung Künstlerinnen im Dialog die Bezüge zwischen den Werken verschiedener Künstlerinnen der 1920er Jahre aufgezeigt. Dieser Ausstellungstypus bildeten in der Folge neben den Einzelausstellungen einen weiteren festen Programmpunkt des Verborgenen Museums.
Von der Museumsgründung bis Januar 2014 wurden etwa 90 Ausstellungen gezeigt.  Im Jahr 2016 wurden, in Zusammenarbeit mit der Akademie der Künste in Berlin, Bilder der Fotomonteurin und Malerin Alice Lex-Nerlinger (1893–1975) gezeigt. Darunter befanden sich unter anderem ihre bekannten Werke Paragraph 218 von 1931 und Training von 1930.

### Einzelausstellungen (Auswahl)
- 2021: Louise Stomps (1900–1988): Natur Gestalten – Skulpturen 1928–1988.
- 2020: Mathilde Tardif (1872–1929): Panoptikum der Gesellschaft um 1900.
- 2019: Marianne Strobl (1865–1917): Industrie-Fotografin in Wien.
- 2018/2019: Maria Austria (1915–1975): Eine Amsterdamer Fotografin des Neorealismus.
- 2018: Inge Morath (1923–2002): Aus einem fotografischen Kosmos.
- 2016: Alice Lex-Nerlinger (1893–1975): die erste Retrospektive von Werken der Malerin und Fotomonteurin,[15][16] die mit Hannah Höch, Lea und Hans Grundig u. a. in den 1920er Jahren zur Avantgarde der Fotografie gehörte.
- 2014/2015: Monique Jacot (1934–2024): Erste deutsche Retrospektive der Schweizer Fotografin, die unter den bisher im Verborgenen Museum ausgestellten Frauen die jüngste ist.[4] Anlass für die Ausstellung war der „Berliner Monat der Fotografie“.[6]
- 2013/2014: Käthe Augenstein
- 2001: Yva: Photographien 1925–1938.
- 2000: Ursula Arnold: Belle Tristesse – Photographien. (Eingerichtet von der Staatlichen Galerie Moritzburg, Halle)
- 2000: Die Berliner Architektin Hilde Weström: Meine Chance war die zerstörte Stadt. Bauten 1947–1981. Ausstellung im Berlin-Pavillon
- 1999/2000: Ida Gerhardi: Eine Malerin zwischen Paris und Berlin. (Übernahme vom Kunstverein Kreis Coesfeld)
- 1999: Bildnisse europäischer Photographinnen 1920–1940. Gertrud Arndt, Ellen Auerbach, Lotte Beese, Marianne Brandt, Marianne Breslauer, Claude Cahun, Trude Fleischmann, Gisèle Freund, Florence Henri, Lotte Jacobi, Grit Kallin-Fischer, Germaine Krull, Madame d’Ora, Elli Marcus, Etel Fodor-Mittag, Lucia Moholy, Ida Nappelbaum, Cami Stone, Elsa Thiemann, Marta Wolff, Yva.
- 1998: Marta Hegemann: Die Kunst – Ein Gleichnis des Lebens.
- 1998: Marta Hoepffner: Photokünstlerin und Pädagogin. (Übernahme vom Stadtmuseum Hofheim am Taunus)
- 1998: Lotte Errell: Reporterin der 30er Jahre – Photographien. (Übernahme aus dem Museum Folkwang, Essen)
- 1997: Lily Hildebrandt: Gemälde, Hinterglasbilder, Zeichnungen, Photographien.
- 1997: Ilse von Heyden-Linden: Das Geheimnis der Blauen Balken – Malerei.
- 1997: Atelier Lotte Jacobi: Berlin • New York – Photographien.
- 1996: Ré Soupault: Photographien aus Paris 1934–1938.
- 1995: Marie Vassilieff: Eine russische Künstlerin in Paris. Malerei, Poupée-Portraits und Photodokumente.
- 1995: Gerta Taro: Photoreporterin im Spanischen Bürgerkrieg
- 1994 bis Februar 1995: Gerda Leo: Photographien 1926–1932.
- 1994: Helen Ernst: Berlin – Amsterdam – Ravensbrück: Stationen einer antifaschistischen Künstlerin. Malerei und Graphik.
- 1994: Gertrud Arndt: Maskerade und Neue Sachlichkeit. Photographien der Bauhaus-Künstlerin
- 1993: Käthe Loewenthal: Ölbilder – Pastelle – Zeichnungen.
- 1993: Else Thalemann: Industrie- und Pflanzenphotographien um 1930.
- 1992: Gerda Rotermund: Gedächtnisausstellung zum 90. Geburtstag – Malerei und Graphik.
- 1992: Hilde Holger: Tanzkunst in Wien – Bombay – London: Photographien und Kostümentwürfe.
- 1991: Éva Besnyő: Budapest – Berlin – Amsterdam. Photographien 1930–1989.
- 1991: Else Lohmann: Die Berliner Jahre 1917–1921. Malerei
- 1991: Lucy Hillebrand: Raum-Spiele – Spiel-Räume. Architekturentwürfe und Modelle
- 1990: Lidy von Lüttwitz: Skulpturen
- 1990: Heidrun Hegewald: Ölbilder – Zeichnungen – Druckgraphik aus der DDR
- 1989 bis Februar 1990: Finnische Architektinnen 1890–1957. (Übernahme vom Museum für finnische Architektur, Helsinki.)
- 1989: Imaginationen der Weiblichkeit in der Französischen Revolution – Reproduktionen von Künstlerinnen der Zeit.
- 1989: Lotte Jacobi: Photographien einer Reise durch die Sowjetunion 1932/33.
- 1988: Simona Weller (geboren 1940): il segno delle stagioni. Malerei
- 1987: Louise Rösler: Stadtlandschaften 1935–1984 – Malerei
- 1987: Birgit Kleber (geboren 1956): Farbfotografien 1986
- 1987: Marianne Breslauer: Fotografien 1927–1937

### Sonderausstellungen (Auswahl)
- 2017/2018: Kriegsalltag und Abenteuerlust. Kriegsfotografinnen in Europa 1914–1945
- 1996: 10 Jahre – Das Verborgene Museum – Eine Dokumentation.
- 1992 bis Januar 1993: Auktion und Ausstellung mit Werken zeitgenössischer Berliner Künstlerinnen
- 1988: Zeitgenössische Berliner Künstlerinnen (Auktion)

### Ausstellungsreihen

#### Projekt „Junge Künstlerinnen“
- 2000: RESONANZ. Monika Bieber • Malerei, Yeonok Choi • Keramik, Cha-Soon Chung • Photographie, Fumiko Matsuyama • Multimedia
- 1998: GROUP EXHIBIT. Cooper Union School of Art, New York: Jee Young Sim, Alice Wu, Megan Sullivan, Mara Wasielewski, Kim Reinhardt, Nekisha Durrett, Jena Kim, Kym Greeley, Jessica Manco, Hai Si Hu, Nicole van Beek, Jane Hsu, Daria
- 1997: bleuling. Roswitha von den Driesch, Ingeborg Lockemann, Elke Mohr, Dorothea Neitzert, Andrea Pichl, Inken Reinert
- 1996: RANGEL und SOL. Veronika Otten und Susanne Schmiechen[17]
- 1995: ZusammenBruch. Jutta Nase und Barbara Czernojahn
- 1994: Ausgangspunkt-Berührungspunkt-Standpunkt. Anna Heike Grüneke, Hanna Lentz und Katja-Valeska Peschke

#### Reihe: Beteiligung am „Europäischen Monat der Fotografie“
- 2014: Monique Jacot (1934) Reportagen und Tagträume. Fotografien, Polaroids, Transfers, Fotogramme. (In Zusammenarbeit mit der Fotostiftung Schweiz, Winterthur)
- 2013: Anita Neugebauer (1916–2012) und ihre Galerie photo art basel. Portrait der Fotografin, Galeristin und Sammlerin
- 2011: Henriette Grindat (1923–1986). (In Zusammenarbeit mit der Fotostiftung Schweiz, Winterthur)
- 2008: Thea Sternheim (1883–1971) Portraitfotografien – Illustrationen eines Tagebuchs
- 2006: Ella Bergmann-Michel (1895–1971) Fotografien und Filme 1926–1933. (Übernahme aus dem Museum Folkwang, Essen)
- 2004: Katharina Eleonore Behrend (1888–1973) Fotografien 1904–1928 Reise / Portrait / Alltag. (In Zusammenarbeit mit Stichting Nederlands Fotoarchief, Rotterdam.)

#### Reihe: „Künstlerinnen im Dialog“
- 2019: Freiheit der Formen. Kühnheit der Farben.[18]
- 2017: Drei Tassen und eine japanische Puppe. Im Zentrum der Ausstellung stehen zwei Werke aus den 1920er-Jahren von Martel Schwichtenberg und von Lou Loeber.[19]
- 2014: Landschaft und Gesicht. Malerinnen und Fotografinnen. Ein imaginärer Dialog der Künstlerinnen: Gertrud Arndt, Ursula Arnold, Eva Besnyö, Dorothy Bohm, Annemarie Bremermann, Marianne Breslauer, Grete Csaki-Copony, Elisabeth Gerhardt, Ruth Hallensleben, Ilse Heller-Lazard, Jacoba van Heemskerck, Lotte Jacobi, Minna Köhler-Roeber, Germaine Krull, Lotte Laserstein, Käthe Loewenthal, Else Lohmann, Elli Marcus, Frieda Riess, Gerda Rotermund, Lene Scheider-Kainer, Elisabeth von Schulz, Edma Stage, Cami Stone, Yva, Augusta von Zitzewitz.[20]
- 2013: Gemälde – Fotografien – Skulpturen. Arbeiten von Lou Albert-Lasard, Gertrud Arndt, Ursula Arnold, Charlotte Berend-Corinth, Eva Besnyö, Dorothy Bohm, Marianne Breslauer, Suse Byk, Grete Csaki-Copony, Natalija Sergejewna Gontscharowa, Ilse Heller-Lazard, Lotte Jacobi, Lotte Laserstein, Elfriede Lauckner-Thum, Verena Loewensberg, Käthe Loewenthal, Else Lohmann, Lidy von Lüttwitz, Katharina Malouf, Frieda Riess, Gerda Rotermund, Louise Stomps, Yva.[21]

## Kooperationen
Immer wieder arbeitet das Museum mit renommierten Einrichtungen zusammen. So entstand beispielsweise 2011 die Ausstellung in der Berlinischen Galerie zu Eva Besnyö auf Initiative des Verborgenen Museums.
Manche Ausstellungen des Museums wurden auch in anderen deutschen Städten gezeigt, so etwa 1997 Atelier Lotte Jacobi Berlin, New York. in Aachen und Regensburg.
Zum Teil ergab sich diese Art von Zusammenarbeit auch mit Einrichtungen im europäischen Ausland, so etwa 1994 bei der Ausstellung zu Helen Ernst mit dem Verzetsmuseum Amsterdam. 1988 präsentierte das Verborgene Museum die von ihm konzipierte Ausstellung Deutsche Künstlerinnen der 20er Jahre innerhalb der Werkschau Carta x Carta in Narni (Italien). Es zeigte darin Arbeiten von Lieselotte Friedlaender, Luise Grimm, Lea Grundig, Lou Albert-Lasard, Jeanne Mammen, Hanna Nagel, Helene Neumann, Waldtraut Niepmann (1898–1996), Margarete Kubicka, Gerda Rotermund und Augusta von Zitzewitz.
Einzelne Ausstellungen übernahm das Museum auch von anderen Einrichtungen, so etwa 1998 Lotte Errell: Reporterin der 30er Jahre. vom Museum Folkwang in Essen.
Wiederholt ist es dem Verborgenen Museum gelungen, große Sammlungen für die ausgestellten Künstlerinnen zu interessieren und deren Werk auf diese Weise einer größeren Öffentlichkeit zugänglich zu machen. So wurde im Anschluss an die Eröffnung der Ausstellung zu Lotte Laserstein im Jahr 2003 ein Selbstporträt der Künstlerin von der Sammlung des Berliner Stadtmuseums erworben.

## Auszeichnungen
- 2018: Louise-Schroeder-Medaille, verliehen vom Berliner Abgeordnetenhaus.[28] Das Kuratorium begründete seinen Vorschlag damit, dass „das weltweit einzigartige Engagement für das Lebenswerk und die Lebensgeschichte von zu Unrecht in Vergessenheit geratenen Künstlerinnen in bester Tradition des Wirkens Louise Schroeders“ stehe.[28]
- 1987: Erste Preisträgerin des Berliner Frauenpreises. In der Begründung der Jury heißt es: „Das Verborgene Museum, 1986 als gemeinnütziger Verein gegründet, ist international die einzige Kulturinstitution, die programmatisch und systematisch nach vergessenen und verfolgten Künstlerinnen – Malerinnen, Fotografinnen, Architektinnen, Tänzerinnen, Bildhauerinnen – sucht.“[29]

## Ausstellungskataloge (Auswahl)
- Britta Kaiser-Schuster, Magdalena Droste, Rainer Hildebrandt: Lily Hildebrandt 1887–1974, Gemälde, Hinterglasbilder, Zeichnungen, Photographien. Hrsg.: Das Verborgene Museum e. V. Traum-und-Raum-Verlag, Berlin 1997, ISBN 3-929346-05-2.
- Ute Eskildsen, Dorothee Wiethoff: Lotte Errell: Reporterin der 30er Jahre. Museum Folkwang, Essen, 28. September bis 16. November 1997; Das Verborgene Museum, Berlin, 21. Januar bis 15. März 1998. Museum Folkwang Essem und Das Verborgene Museum Berlin, 1997.
- Silke Schultz, Hildegard Reinhardt, Catharina Berents, MAF Räderscheidt, Gisela Breitling: Marta Hegemann. Die Kunst – ein Gleichnis des Lebens – die Malerin Marta Hegemann (1894–1970). Hrsg.: Das Verborgene Museum e. V. Traum-und-Raum-Verlag, Berlin 1998, ISBN 3-929346-06-0.
- Kerstin Dörhöfer, Christiane Droste, Hilde Weström, Gisela Breitling, Eva-Maria Amberger, Milka Bliznakov: Die Berliner Architektin Hilde Weström. Bauten 1947–1981. Katalog zur Ausstellung im Berliner Pavillon 25. März bis 30. April 2000. Hrsg.: Das Verborgene Museum e. V. Berlin 2000.
- Marion Beckers, Elisabeth Moortgat: Das Verborgene Museum. Yva – Photographien. 1925–1938. Katalog zur Ausstellung im Verborgenen Museum, Berlin (31. Mai bis 22. Juli 2001); Suermondt-Ludwig-Museum, Aachen (4. August bis 23. September 2001); Fotomuseum im Münchner Stadtmuseum (November bis Dezember 2001). Hrsg.: Das Verborgene Museum e. V. Wasmuth Verlag, Tübingen 2001, ISBN 3-8030-3094-3.
- Anna-Carola Krauße: Lotte Laserstein. Meine einzige Wirklichkeit. Eine Ausstellung des Vereins Das Verborgene Museum in Zusammenarbeit mit der Stiftung Stadtmuseum Berlin im Museum Ephraim-Palais, Berlin, 7. November 2003 bis 1. Februar 2004. Hrsg.: Das Verborgene Museum e. V. Philo Fine Arts Verlag, Dresden 2003, ISBN 3-364-00609-1.
- Daphne Mattner: Grethe Jürgens: aus den Skizzenbüchern 1919 bis 1921. Anlässlich der Ausstellung 20. Januar bis 20. März 2005. Hrsg.: Das Verborgene Museum e. V. Bönen Verlag Kettler, Berlin 2005, ISBN 3-937390-45-6.
- Stadt Karlsruhe, Städtische Galerie (Hrsg.), Sylvia Bieber und Ursula Merkel (Redaktion): Hanna Nagel: Frühe Werke 1926–1933; 12. Mai 2007 – 5. August 2007, Städtische Galerie Karlsruhe; 16. August bis 14. Oktober 2007, Das Verborgene Museum Berlin. Städtische Galerie Karlsruhe, Karlsruhe 2007, ISBN 3-923344-67-8.
- Marion Beckers, Elisabeth Moortgat, Thomas Ehrsam, Ottfried Dascher, Peter Sprengel, Karin Wieland: Die Riess. Fotografisches Atelier und Salon in Berlin, 1918–1932. Hrsg.: Das Verborgene Museum e. V. Wasmuth Verlag, Tübingen 2008, ISBN 978-3-8030-3326-0.
- Marion Beckers, Elisabeth Moortgat: Eva Besnyö. 1910–2003; Fotografin – Budapest, Berlin, Amsterdam. Das Verborgene Museum zu Gast in der Berlinischen Galerie. Hrsg.: Das Verborgene Museum e. V. München, Hirmer 2011, ISBN 978-3-7774-4141-2.
- Duncan Forbes, Anton Holzer, Roberta McGrath: Edith Tudor-Hart, Im Schatten der Diktaturen. Hrsg.: Duncan Forbes. Hatje Cantz, Ostfildern 2013, ISBN 3-7757-3566-6.
- Dorothea Schuppert, Dorothea Schöne, Anke Paula Böttcher: Quo vadis, mater? Künstlerinnen des Berliner Lyceum-Clubs 1905–1933. Anlässlich der Ausstellung vom 23. April bis 26. Juli 2015, Das Verborgene Museum, Berlin. Hrsg.: Internationaler Lyceum-Club e. V. Berlin 2015, ISBN 978-3-00-049015-6.
- Alice Lex-Nerlinger 1893–1975. Fotomonteurin und Malerin. Hrsg.: Das Verborgene Museum e. V. Bearbeitet von Rachel Epp Buller, Nachwort von Eckhart Gillen. Lukas Verlag für Kunst- und Geistesgeschichte, Berlin 2016, ISBN 978-3-86732-245-4.